# Sommarbinka
Sommarbinka (Erigeron annuus) är en ört som tillhör den stora familjen korgblommiga växter. Diskblommorna (i mitten) är gula och strålblommorna är vita, samma färgkombination som på prästkrage. 
Arten härstammar från Nordamerika men har spritts (från odlingar) även i Europa. I Sverige noterades den 1870 som förvildad i Skåne.